# Victor Pasmore

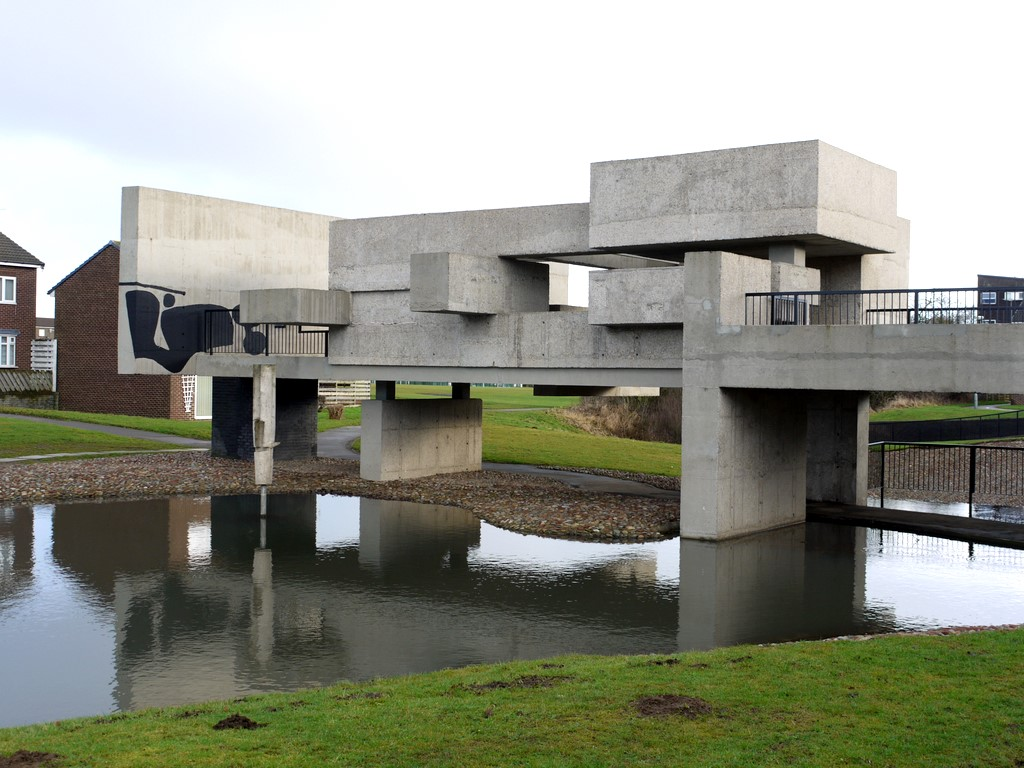
„Apollo Pavilion” w Peterlee

Edwin John Victor Pasmore (ur. 3 grudnia 1908 w Chelsham w hrabstwie Surrey w Wielkiej Brytanii, zm. 23 stycznia 1998 w Gudja na Malcie) – brytyjski rzeźbiarz, malarz i architekt; przedstawiciel abstrakcjonizmu.
Odznaczony Orderem Towarzyszy Honoru (1980) i Komandorią Orderem Imperium Brytyjskiego (CBE).